# Édouard Broustet
Édouard Broustet (né Auguste Marie Édouard Broustet à Toulouse le 29 avril 1836 et mort à Bagnères-de-Luchon le 25 novembre 1901) est un pianiste, chef d'orchestre et compositeur français.

## Biographie

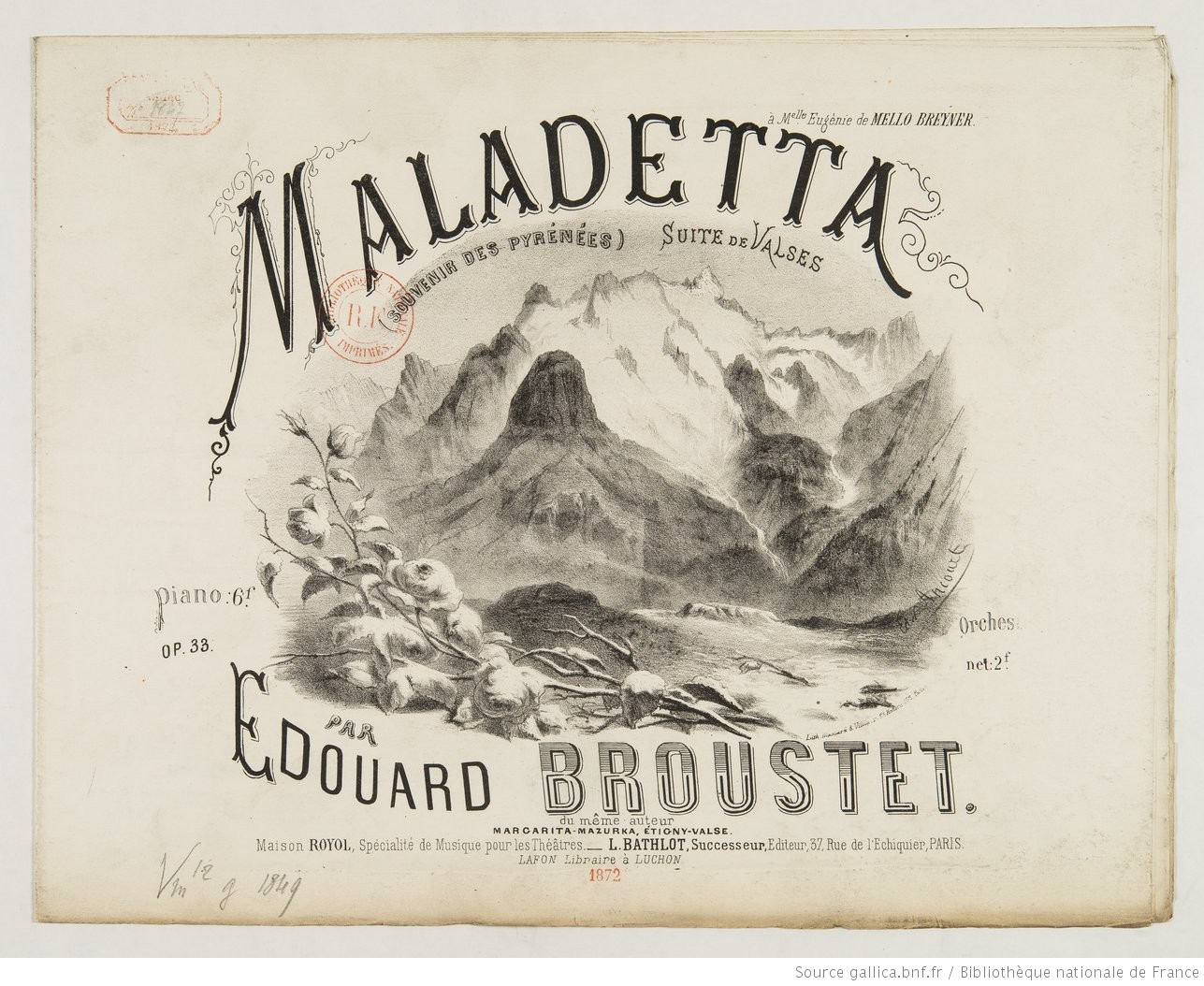
Maladetta ! Souvenir des Pyrénées. Suite de valses pour piano, Paris, 1872

Le père d'Édouard Broustet est un négociant aisé qui souhaite que son fils lui succède. Mais Édouard choisit la musique. À Paris, en 1858, il apprend la mélodie avec Pierre Maleden et le piano avec Camille-Marie Stamaty, avec Jean-Henri Ravina puis avec Henri Litolff. Il voyage avec ce dernier, en Allemagne, en Autriche, en Pologne, en Russie, notamment, et noue des relations avec de nombreux musiciens. De retour en France, il compose des œuvres pour piano. Il repart, en 1871, en voyage en Espagne et au Portugal.
En 1879, Édouard Broustet reçoit le prix Chartier (musique de chambre et musique symphonique) de l'Académie des beaux-arts.
En 1881, Édouard Broustet crée un orchestre : la Société des grands concerts du cirque des Champs-Élysées. Le choix est de programmer de jeunes musiciens.
Édouard Broustet se retire à Luchon. Il dirige, jusqu'à deux ans avant sa mort, l'orchestre du casino de Luchon.

## Œuvres
Édouard Broustet a composé de nombreuses danses :
- Valses (pour piano) : Annette, 1886 ; Suite de valses, 1890 ; L'avalanche ; Bataille de fleurs ; Aveux,  1888 ; Bonita, valse espagnole pour piano, 1893 ; Carmenita (valse brillante sur des airs populaires espagnols) ; Chère adorée, 1891 ; Dernier souvenir, 1889 ; Les échevelées, 1890.
- Polka et mazurka : Ella !, piano, Op. 44, 1874 ; Aurélie, 1886 ; Chiffonnette, 1887 ; Coquelicots, 1888 ; Cora, 1889 ; Criquette, 1889.
- Marche de fête, 1890 : marche couronnée au concours de la Société des Beaux-Arts de Caen en mars 1888'
- Les rêves, voix, piano, 1896 : mélodie sur une poésie d'Armand Silvestre.